# Silbersinghabicht
Der Silbersinghabicht, auch Großer Singhabicht (Melierax canorus) ist eine Greifvogelart in Afrika aus der Familie der Habichtartigen (Accipitridae).
Mitunter wurde er als konspezifisch mit dem Weißbürzel-Singhabicht (Melierax poliopterus) angesehen.
Er kommt im südlichen Afrika in Südangola, Namibia, Botswana, Westsimbabwe und Südafrika vor.
Der Lebensraum umfasst trockene Savanne, Halbwüste, Karoo, auch Wüste bis 2000 m Höhe.
Der Artzusatz kommt von lateinisch canorus ‚melodisch‘.

## Merkmale
Dieser Vogel ist 46 bis 62 cm groß, das Männchen wiegt zwischen 493 und 750, das Weibchen zwischen 700 und 1400 g, die Flügelspannweite beträgt 102 bis 123 cm. Er ist ein großer, langbeiniger Vogel mit roten Beinen, roter Schnabelbasis und Wachshaut, blasser und größer als der Graubürzel-Singhabicht (Melierax metabates), insgesamt blassgrau mit fein gebänderter Unterseite, weißem Rumpf, sehr hellen Armschwingen im Kontrast zu dunklen Handschwingen. Die Flügeldecken haben weiße Flecken, die Armschwingen sind blass, der Rumpf weißlich. Das Weibchen ist größer. Die Art ähnelt dem allerdings brauneren Weißbürzel-Singhabicht (Melierax poliopterus) und ist deutlich größer als der Gabarhabicht (Micronisus gabar). Jungvögel haben eine braune Oberseite mit gelbbraunen Federrändern, die Unterseite ist gebändert und gestreift, auch die Flug- und Schwanzfedern sind kräftig gebändert. Die Iris ist noch blassgelb, die Schnabelbasis schwärzlich, die Beine orange-gelb.

## Geografische Variation
Es werden folgende Unterarten anerkannt:
- M. c. argentior Clancey, 1960, – Südwestangola bis Norden Südafrikas, blasser gefiedert bis silbergrau
- M. c. canorus – (Thunberg, 1799), Nominatform, –  Westen und Süden Südafrikas

## Stimme
Der meist nur während der Brutzeit zu hörende Ruf wird als pfeifendes „kleeu-kleeu-klu-klu-klu“ während der Dämmerung beschrieben sowie als „chee-chit chee-chit“ während des Fluges.

## Lebensweise
Die Nahrung besteht aus kleinen Säugetieren, Vögeln, Reptilien, Wirbellosen, Insekten und Aas, die meist von einem Ansitz aus als Lauerjäger erbeutet werden. Der Vogel läuft auch auf dem Boden der Beute hinterher und folgt dem Honigdachs (Mellivora capensis) und anderen Beutegreifern. Die Art lebt meist monogam, es wurde jedoch auch Polyandrie beschrieben. Die Brutzeit liegt meist zwischen Juni und Dezember. Beide Vögel bauen über mehrere Wochen das Nest auf einer Plattform aus Stöcken hoch oben in kleinen Bäumen meist 5 bis 6 m oberhalb des Erdbodens. Manchmal wird das Nest mehrere Jahre benutzt. Das Gelege besteht aus 1 bis häufiger 2 grünlich-weißen Eiern, die fast ausschließlich vom Weibchen über etwa 35 bis 38 Tage ausgebrütet werden.

## Gefährdungssituation
Die Art gilt als nicht gefährdet (Least Concern).